# Allt
Allt var en svensk veckotidning, utgiven av Åhlén & Åkerlund åren 1941–1956.
Tidningen "Allt" skapades under beredskapstiden på initiativ av dess förste chefredaktör Carl-Adam Nycop som en allvarligare systertidning till Åhlén & Åkerlunds Se. Med inspiration från bland annat den amerikanska tidningen Time föreslog Nycop namnet "Rapport" med inriktning på seriösa reportage. Förlagsägaren Albert Bonnier Jr ansåg dock det som alltför tungsint och gav tidningen en något "bredare" form med namnet "Allt" och med seriösa reportage och artiklar blandat med färgglada bilder och kändisartiklar. Första numret utkom i oktober 1941 i A4-format på enklare papper (ca 30–40 sidor). Tidningen blev dock inte någon försäljningsframgång förrän man 1943–1956 övergick till det nyare pockettidningsformatet med dubbelt så många sidor. Redan 1943 gick man med en upplaga på omkring 117 000 exemplar om tidningen Se. Dock började förlaget samma år ge ut den än mer framgångsrika Det bästa, en svensk version av den populära amerikanska Reader's Digest, och vid mitten av 1950-talet blev konkurrensen från nya tidningar i en ny tid för stor.
Gustaf von Platen började på tidningen som kulturredaktör och fick en tid ta över som tillförordnad chefredaktör, då Nycop inkallades till militärtjänstgöring under senare delen av beredskapstiden.

## Chefredaktörer
- Carl-Adam Nycop 1941-1945
- Gustaf von Platen 1945-1948